# Ad purpuratorum Patrum Collegium
Ad purpuratorum Patrum Collegium è un motu proprio dell'11 febbraio 1965 di papa Paolo VI. Tale documento concerne il ruolo dei cardinali con sede in un Patriarcato d'Oriente nel collegio cardinalizio.

## Contenuto
Il documento è strutturato in un'introduzione seguita da cinque disposizioni:
- I. I patriarchi orientali creati cardinali sono annoverati tra i Cardinali Vescovi.
- II. I patriarchi orientali al momento della creazione a cardinali mantengono la sede patriarcale senza ricevere anche una sede suburbicaria; essi non fanno neppure parte del cosiddetto "clero romano".
- III. Le disposizioni I-II valgono anche per i cardinali che al momento della promulgazione del motu proprio hanno l'ufficio Patriarcale in Oriente, che quindi lasciano il titolo nell'Urbe e vengono trasferiti nell'ordine dei Cardinali Vescovi.
- IV-V. L'ordine gerarchico nel collegio cardinalizio è il seguente: Decano, Sottodecano, Cardinali Vescovi delle diocesi suburbicarie, Cardinali Patriarchi d'Oriente.